# Charles de Brouckère
Charles Joseph Marie Ghislain de Brouckère, meglio conosciuto con il nome di Charles de Brouckère (Bruges, 18 gennaio 1796 – Bruxelles, 20 aprile 1860), è stato un politico belga.

## Biografia
Nato a Bruges, fratello maggiore del futuro Primo ministro del Belgio Henri de Brouckère, Charles entrò in politica nel periodo in cui il Belgio moderno costituiva la parte meridionale del Regno Unito dei Paesi Bassi. Ha lavorato come banchiere a Maastricht e ha prestato servizio come rappresentante per la provincia del Limburgo nella Seconda Camera del parlamento.
Durante la Rivoluzione belga del 1830, De Brouckère fu tra i francofili.
Nel Belgio, da poco indipendente, fu ministro delle finanze, ministro degli interni e ministro della guerra, per brevi periodi nel 1831.
Insegnò come professore all'Université Libre de Bruxelles e nel 1848 divenne sindaco di Bruxelles, un incarico che ricoprì continuamente fino alla sua morte. È sepolto al Cimitero di Bruxelles ed è stato responsabile del grande rinnovamento urbano della città, compresa la creazione della rete idrica e la creazione dei primi viali a Bruxelles.
Massone, fu membro della loggia di Bruxelles del Grande Oriente del Belgio "Les Amis Philanthropes".
La place de Brouckère (in olandese: De Brouckèreplein) e la stazione De Brouckère nel centro di Bruxelles, prendono il nome da lui.